# Xyris decipiens
Xyris decipiens är en gräsväxtart som beskrevs av Nicholas Edward Brown. Xyris decipiens ingår i släktet Xyris och familjen Xyridaceae. Inga underarter finns listade i Catalogue of Life.